# Duc d'Argyll
Pour les articles homonymes, voir Argyll.
Le titre de duc d'Argyll est créé dans la pairie d'Écosse en 1701, et dans la pairie du Royaume-Uni en 1892. Les comtes, marquis et ducs d'Argyll ont pendant plusieurs siècles été parmi les plus puissantes familles nobles d'Écosse. De ce fait, ils ont joué un rôle majeur dans l'histoire écossaise tout au long des XVIe, XVIIe et XVIIIe siècles.
Le duc possède plusieurs titres subsidiaires, incluant : marquis de Kintyre et Lorne (créé en 1701), comte d'Argyll (1457), comte de Campbell et Cowall (1701), vicomte de Lochow et Glenyla (1701), Lord Campbell (1445), Lord Lorne (1470), Lord Kintyre (1626), Lord Inveraray, Mull, Mover et Tiry (1701), baron Sundridge (1766) et baron Hamilton de Hameldon (1776). Ils appartiennent tous à la pairie d'Écosse, excepté les deux derniers, qui appartiennent à la pairie de Grande-Bretagne. Le duc est également baronnet, de Lundie (créé en 1627) dans le baronetage de Nouvelle-Écosse. Le titre de son fils aîné et héritier est celui de marquis de Kintyre et Lorne, souvent abrégé en marquis de Lorne.

## Histoire du titre
Le duc d'Argyll est le chef du clan écossais des Campbell et, en cette qualité, est connu sous le titre de « MacCailean Mòr », en gaélique, qui signifie « fils de Colin le Grand », en référence à Cailean Mór de Lochawe (Colin de Lochow), qui a été tué en combattant Alexandre, seigneur de Lorne, en 1296. Il est également dit que le nom du clan des Campbell descend d'un ancêtre légendaire appelé Cam Beul, ce qui signifie « bouche tordue ».
Sir Colin de Lochow est fait chevalier en 1280, et son descendant Sir Duncan est élevé à la pairie par Jacques II d'Écosse en 1445, devenant Duncan Campbell de Lochow, Lord d'Argyll, Chevalier, 1er Lord Campbell. Colin Campbell (vers 1433-1493) succède à son grand-père comme 2e Lord Campbell en 1453 et est fait comte d'Argyll en 1457.
Le 8e comte d'Argyll est créé marquis en 1641, quand Charles Ier visite l'Écosse et tente de réprimer la crise insurrectionnelle. Avec la victoire d'Oliver Cromwell en Angleterre, le marquis devient le chef d'État effectif de l'Écosse. Sous la Restauration, le marquis offre ses services au roi Charles II mais il est accusé de trahison et exécuté en 1661. Ses terres et titres sont perdus, avant d'être restaurés pour son fils en 1663, Archibald, qui devient le 9e comte d'Argyll. En 1685, le 9e comte est exécuté pour sa part dans la rébellion de Monmouth.
Le 21 juin 1701, le fils du 9e comte est créé duc d'Argyll, marquis de Kintyre et Lorne, comte de Campbell et Cowal, vicomte de Lochow et Glenyla, lord Inveraray, Mull, Morvern et Tiree pour ses services envers Guillaume d'Orange. Son fils, le 2e duc, est créé baron Chatham et comte de Greenwich en 1705 en récompense à son soutien à l'Acte d'Union et élevé au titre de duc de Greenwich en 1719. À sa mort, ses titres écossais passent à son frère et ses titres anglais s'éteignent.
Le 5e duc siège comme membre du Parlement de Glasgow jusqu'à l'accession de son père au titre de duc en 1761, qui l'empêche d'occuper un siège de représentant écossais. Il devient alors représentant du Douvres, en Angleterre jusqu'en 1766, quand il est créé baron de Sundridge et obtient le droit de siéger à la Chambre des lords.
Le 17 avril 1892, le 8e duc est créé duc d'Argyll dans la pairie du Royaume-Uni. Ainsi, le duc est l'un des cinq pairs qui possède deux titres de ducs différent, les autres étant le duc de Cornouailles et de Rothesay, le duc de Buccleuch et de Queensberry, le duc d'Hamilton et de Brandon, et le duc de Richmond, Lennox et Gordon.
La famille demeure à Inveraray Castle, à Inveraray, dans la région Argyll and Bute.

## Lords Campbell (1445)
- 1445-1453 : Duncan Campbell († 1453) ;
- 1453-1493 : Colin Campbell (vers 1433-1493), devient comte d'Argyll en 1457.

## Comtes d'Argyll (1457)
- 1457-1493 : Colin Campbell (vers 1433-1493)
- 1493-1513 : Archibald Campbell († 1513)
- 1513-1529 : Colin Campbell (vers 1486-1529)
- 1529-1558 : Archibald Campbell (vers 1507-1558)
- 1558-1573 : Archibald Campbell (vers 1537-1573)
- 1573-1584 : Colin Campbell (vers 1541/1546-1584)
- 1584-1638 : Archibald Campbell (vers 1576-1638)
- 1638-1661 : Archibald Campbell (1607-1661),  créé 1er marquis d'Argyll. Déchu en 1661
- 1661-1685 : Archibald Campbell (vers 1629-1685), restauré en 1663
- 1685-1703 : Archibald Campbell (1658-1703), devint duc d'Argyll en 1701

## Ducs d'Argyll (1701)

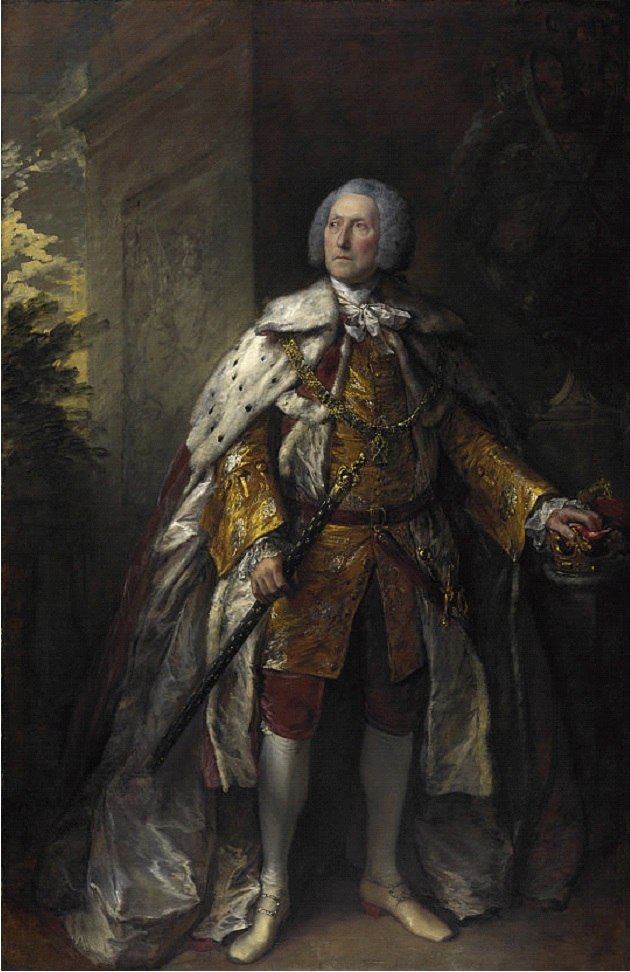
John Campbell (4e duc d'Argyll)
soldat de 1693 à 1770
1767par Gainsborouh
Galerie nationale d'Écosse

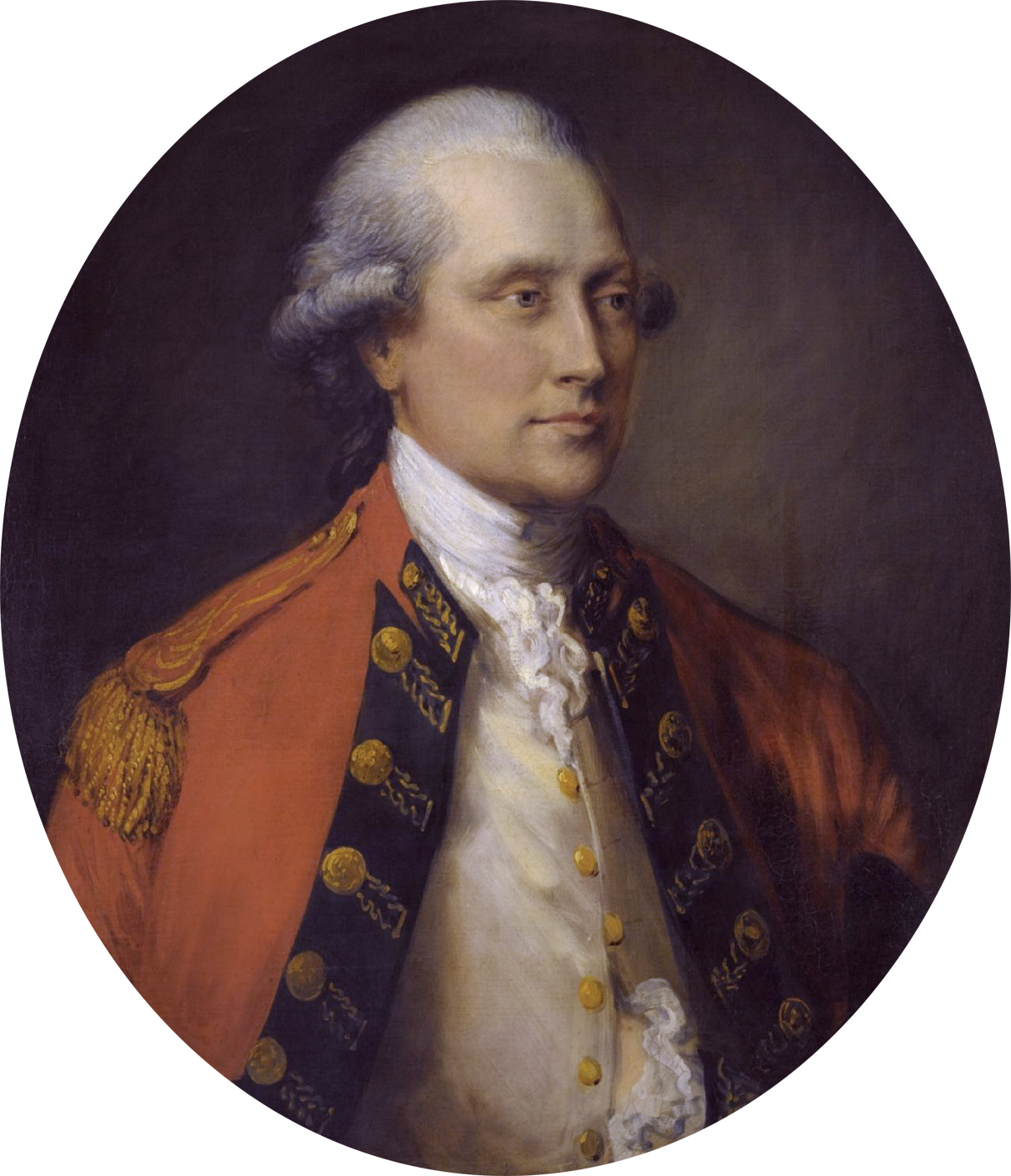
John Campbell
5e duc d'Argyll (1723-1806)
1779, par Gainsborouh
Collection privée

- 1701-1703 : Archibald Campbell (1658-1703)
- 1703-1743 : John Campbell (1680-1743), 1er duc de Greenwich
- 1743-1761 : Archibald Campbell (1682-1761)
- 1761-1770 : John Campbell (1693-1770)
- 1770-1806 : John Campbell (1723-1806)
- 1806-1839 : George William Campbell (1768-1839)
- 1839-1847 : John Douglas Edward Henry Campbell (1777-1847)
- 1847-1900 : George Douglas Campbell (1823-1900), devient duc d'Argyll dans la pairie du Royaume-Uni en 1892
- 1900-1914 : John Douglas Sutherland Campbell (1845-1914)
- 1914-1949 : Niall Diarmid Campbell (1872-1949)
- 1949-1973 : Ian Douglas Campbell (1903-1973)
- 1973-2001 : Ian Campbell (1937-2001)
- depuis 2001 : Torquhil Ian Campbell (né en 1968)

Son fils et héritier est Archibald Frederick Campbell, marquis de Lorne (né le 9 mars 2004)

## Lords Kintyre (1626)
- James Campbell (ja) (1626-1645) ;
- Archibald Campbell (1607-1661), 1er marquis d'Argyll.

Pour les successeurs, voir au-dessus.

## Campbells, baronnets de Lundie (1627)
- Colin Campbell (en) (né en 1599) ;
- Colin Campbell († 1696) ;
- Archibald Campbell (1658-1703), 1er duc d'Argyll.

Pour les successeurs, voir au-dessus.

## Charges héréditaires
- Maître de la Maison royale d'Écosse
- Amiral des Îles occidentales
- Gardien héréditaire des palais et châteaux royaux de Carrick, Dunoon, Dunstaffnage et Tarbert

- Haut Sheriff de l'Argyllshire
- Membre de la Compagnie royale d'archers, la garde du corps royal d'Écosse